# Sdružení obcí Sedlčanska
Sdružení obcí Sedlčanska je dobrovolný svazek obcí podle zákona v okresu Příbram, jeho sídlem je Sedlčany a jeho cílem je rozvoj mikroregionu, ŽP, cestovní ruch. Sdružuje celkem 24 obcí a byl založen v roce 1995. Oproti území ORP Sedlčany zahrnuje navíc obce Kamýk nad Vltavou a Solenice.

## Obce sdružené v mikroregionu
- Dublovice
- Jesenice
- Kamýk nad Vltavou
- Klučenice
- Kňovice
- Kosova Hora
- Krásná Hora nad Vltavou
- Křepenice
- Milešov
- Nalžovice
- Nedrahovice
- Nechvalice
- Osečany
- Petrovice
- Počepice
- Prosenická Lhota
- Příčovy
- Radíč
- Sedlčany
- Sedlec-Prčice
- Solenice
- Svatý Jan
- Štětkovice
- Vysoký Chlumec